# Stéphane Operto
Stéphane Operto (25 de novembro de 1966) é um ciclista monegasco. Participou dos Jogos Olímpicos de Verão de 1988, mas não ganhou medalhas.